# 金銀淑
金銀淑（1973年—），韓國電視劇編劇，劇迷一般將她簡稱為金編。

## 經歷
於江陵出生，高中畢業後就開始工作，1997年進入首爾藝術大學文學創作系。因生活窘迫，尋找糊口的門路之際接到了電視劇劇本的合同提案，每個月可拿到70萬韓元，於是2003年作品《太陽之南》便是她邁向暢銷作家的第一步。戀人系列作品的接連問世，使她成為每集3000萬韓元的一級作家。其中2004年《巴黎戀人》結局創下56.3%的高收視率，為韓國當年單集第二高收視率紀錄。
2008年，《On Air》以韓國電視劇為背景，不僅揭發電視劇產出之種種幕後故事，更深深刻劃幕後工作人員之辛苦血淚，使得電視台、導演、編劇、演員、經紀人密不可分之內容生動有趣。
2010年，推出以靈魂交換為題材的《秘密花園》，全國收視單集最高35.2%，劇中琅琅上口的台詞「這是最好的嗎？你確定？」、「對我來說這個女人就是金泰希、全道嬿」、「從幾歲開始變得這麼漂亮？」等等，還有仰臥起坐、泡沫之吻等浪漫場面，被許多電視劇和綜藝節目爭相模仿。
2012年，《紳士的品格》描繪出40歲的中年男人們的愛情和友情故事，邀請到已經12年沒有拍電視劇的張東健出演，金銀淑在這年獲得了SBS演技大賞功勞獎，成為這個獎項的最年輕得主。
2013年，《欲戴王冠，必承其重－繼承者們》是一部描繪富家子弟高中生們之間愛情與友情的青春偶像劇。因為這樣的題材很普遍，所以金銀淑特別在台詞和故事情節中下很多功夫。該劇的人氣彷彿流行病一樣迅速蔓延，金銀淑也再次創造「以後沒辦法再欺負妳了，因為會心痛」、「或許我，是喜歡你的嗎？」等經典台詞。《繼承者們》最後一集以25.6%刷新全劇最高收視率紀錄。
2016年，《太陽的後裔》是金銀淑首次編寫KBS電視劇。此劇集在第9集突破全國收視30%的優秀成績，為KBS水木劇時段自尹施允及周元主演的《麵包王金卓求》後，時隔六年首部獲得全國收視30%以上收視的劇集，亦同時獲得「國民電視劇」的榮譽。《太陽的後裔》最後一集以38.8%刷新全劇最高收視率紀錄。
2016年，《鬼怪》則是金銀淑作家首次編寫的tvN電視劇。 該劇僅僅於第3集便成為了為韓國有線電視劇歷年收視排名第3位。另外，《鬼怪》在TV話題性調查中，成為電視劇播出首週的話題性分數最高的一部（得到了7449分），遠遠超越先前大熱門人氣的電視劇《太陽的後裔》（5518分），《請回答1988》（5260分），《雲畫的月光》（4720分）還有最近的《藍色海洋的傳說》（4315分）。同時藉由《鬼怪》獲得第53屆百想藝術大賞－電視部門的大賞。
2018年，《陽光先生》是金銀淑與李應褔導演三度合作，講述了辛未洋擾時期，乘坐軍艦來到美國的少年以美國軍人身份重返拋棄自己的祖國朝鮮後，邂逅朝鮮精神支柱，兩班世家的大家閨秀，兩人墜入愛河的故事。此劇是金銀淑首次編寫時代劇，並邀得已有9年沒有出演電視劇的李炳憲回歸小螢幕。劇集首播收視率高達8.852%，為韓國有線電視劇歷年首播收視排名第1位。
2020年， 《The King：永遠的君主》是金銀淑再次為SBS編寫劇本，並與《欲戴王冠，必承其重－繼承者們》的李敏鎬 及《孤單又燦爛的神－鬼怪》的金高銀再度合作，打破了韓國媒體對於金銀淑「合作過一次的主角就不會再合作」的評論。該劇於首播取得全國10.1%、11.4%的收視率，亦是近幾年免費頻道少見在首播取得雙位數的收視率。但後期由於劇情複雜、人物眾多、剪輯卻不夠給力等評論令劇集收視率下跌，並徘徊在5-8%的低收視率。此劇相較金銀淑自出道以來的過往作品，無論在收視率還是話題性都只取得平平的成績及迴響，因而打破「不敗神話」的稱號。
2023年，《黑暗榮耀》是金銀淑首次為Netflix編寫劇本，再次與《太陽的後裔》的宋慧喬合作。故事描述夢想成為建築師的文同珢在高中因被朴涎鎮、全宰寯等人霸凌而主動退學。數年後朴涎鎮當上氣象主播，還與上流人士河度領風光結婚生子，但就在孩子上小學後，蟄伏多年的文同珢現身該校擔任孩子的班導師，並在朱如炡及姜賢南的協助下，開始對當年的霸凌者朴涎鎮等人進行徹底報復的故事。劇集推出後大受歡迎，《黑暗榮耀》上線首週取得2541萬觀看時數，躋身當週Netflix非英語節目第3名，居於日劇《今際之國的闖關者》第2季與第1季之後，並進榜美洲、非洲與亞洲等19個地區的非英語節目收視前10名。第2週以8248萬觀看時數躋身非英語電視節目第1名，擴展至歐洲、大洋洲在內等62個地區的收視前10名，雪恥了前作《The King：永遠的君主》的失敗，再次證實了「不敗神話」的稱號。

## 作品列表

### 電視劇
- 2003年：SBS《太陽的南邊（朝鲜语：태양의 남쪽）》
- 2004年：SBS《巴黎戀人》
- 2005年：SBS《布拉格戀人》
- 2006年：SBS《戀人》
- 2008年：SBS《On Air》
- 2009年：SBS《City Hall》
- 2010年：SBS《秘密花園》
- 2012年：SBS《紳士的品格》
- 2013年：SBS《欲戴王冠，必承其重－繼承者們》
- 2016年：KBS《太陽的後裔》
- 2016年：tvN《孤單又燦爛的神－鬼怪》
- 2018年：tvN《陽光先生》
- 2020年：SBS《The King：永遠的君主》
- 2022年：Netflix《黑暗榮耀》
- 2025年：Netflix《都會實現嗎？》

### 電影
- 2006年：《因為愛，所以沒關係》
- 2006年：《百万富翁的初恋》

## 合作者
申宇哲，导演
尹世雅，演员
李應福，導演

## 獲獎
- 2005年：第41屆百想藝術大賞－TV部門 劇本獎
- 2011年：第47屆百想藝術大賞－TV部門 劇本獎
- 2011年：第6屆首爾國際電視節－韓流特別獎 作家獎
- 2011年：第4屆韓國電視劇節－作家獎
- 2012年：SBS演技大賞－功勞獎
- 2016年：KBS演技大賞－作家獎
- 2017年：第53屆百想藝術大賞－電視部門大賞

## 註腳
1. ↑  一般將名字音譯為金恩淑，《秘密花園》在臺灣播出時已通過電視台確認過漢字名為金銀淑。
2. ↑  .   [2013-07-19]. （原始内容存档于2014-02-22）.
3. ↑  孫賢周出道22年憑借《追蹤者》首獲大獎 （页面存档备份，存于）朝鮮日報中文網（中文）
4. ↑  《繼承者》風靡韓國 編劇金恩淑再創神作 （页面存档备份，存于）（中文）
5. ↑  .   [2016-12-18]. （原始内容存档于2016-12-20）.
6. ↑  .   [2022-07-27]. （原始内容存档于2021-01-30）.

## 外部連結
- 金銀淑的X（前Twitter）